# Ben Bradley (cyclisme)
Pour les articles homonymes, voir Ben Bradley et Bradley.
Ben Bradley, né le 14 juillet 1995 à Hobart, est un coureur cycliste australien. Il est notamment champion d'Océanie de VTT cross-country espoirs en 2017.

## Palmarès en VTT

### Championnats d'Océanie
- Rotorua 2012
  -  Médaillé de bronze du cross-country juniors
- Hobart 2013
  -  Médaillé d'argent du cross-country juniors
- Toowoomba 2015
  -  Médaillé d'argent du cross-country espoirs
- Toowoomba 2017
  -  Champion d'Océanie de cross-country espoirs

### Championnats nationaux
- 2012
  -  Champion d'Australie de cross-country juniors
- 2013
  -  Champion d'Australie de cross-country juniors
- 2017
  - 3e du championnat d'Australie de cross-country espoirs

## Palmarès sur route
- 2014
  - Rocky Mountain Stage Race
- 2019
  - Poatina Challenge

## Palmarès en cyclo-cross
- 2014-2015
  - 3e du championnat d'Australie de cyclo-cross espoirs